# Nattheim
Nattheim est une commune de Bade-Wurtemberg (Allemagne), située dans l'arrondissement de Heidenheim, dans la région de Wurtemberg-de-l'Est, dans le district de Stuttgart.